# Nie patrz wstecz
Nie patrz wstecz – amerykański komediodramat z 1998 roku.

## Główne role
- Lauren Holly - Claudia
- Edward Burns - Charlie Ryan
- Kathleen Doyle - Pani Ryan
- Jennifer Esposito - Teresa
- Jon Bon Jovi - Michael
- Nick Sandow - Goldie
- Welker White - Missy
- Connie Britton - Kelly
- Blythe Danner - Mama Claudii
- Kaili Vernoff - Alice
- John Ventimiglia - Tony
- Susan May Pratt - Annie
- Matty Delia - Bugsy
- Margaret O'Neill - Maggie
- Chris McGovern - Sully

## Fabuła
Claudia mieszka w małym miasteczku koło Nowego Jorku. Pracuje jako kelnerka i pomaga swojej siostrze Kelly. Od 3 lat spotyka się ze swoim chłopakiem Michaelem. Oboje są szczęśliwi, wiodą spokojne życie, ale ona chce opuścić miasteczko. Dlatego jeszcze nie chce wyjść za mąż. Wtedy do miasteczka przybywa Charlie - pierwsza miłość Claudii. Jemu nie udało się w Kalifornii i znowu zarabia na chleb pracując na stacji benzynowej. Początkowo dziewczyna odpiera go, lecz ostatecznie zgadza się pójść z nim na randkę. Stare uczucia odżywają, a Michael domyśla się, co jest grane. To powoduje pewne komplikacje. Ostatecznie dziewczyna zrywa z obydwoma facetami, pakuje walizki i zaczyna szukać nowego życia.